# Miconia pseudocentrophora
Miconia pseudocentrophora är en tvåhjärtbladig växtart som beskrevs av Célestin Alfred Cogniaux. Miconia pseudocentrophora ingår i släktet Miconia och familjen Melastomataceae. Inga underarter finns listade i Catalogue of Life.